# Atom Willard
Adam David "Atom" Willard (San Diego, California, 15 de agosto de 1973) es un baterista estadounidense que ha sido miembro de bandas como The Offspring y Angels & Airwaves.

## Carrera
A principio de los años 90 tocó la batería en la banda Custom Floor con los pro skaters Garry Davis (guitarrista) y Phil Esbenshade (bajista). También participó junto con David Kennedy en Overflow Crowds Band.
En el año 2004, Atom ingresó como baterista a la banda punk californiana The Offspring como reemplazo del baterista original Ron Welty. En julio de 2007 Atom abandona The Offspring para dedicarse exclusivamente a Angels & Airwaves, la banda del guitarrista Tom DeLonge, en la cual se desempeñó como baterista hasta 2011.
El 4 de octubre de 2011 Atom anunció que abandonaba Angels and Airwaves de manera amigable, diciendo las siguientes palabras: “Han sido 6 años y me siento privilegiado de haber trabajado con estos músicos que llamó mis amigos. A pesar de que los extrañaré, es una separación amigable y estoy ansioso por este nuevo capítulo en mi vida. Sinceramente les deseo a los muchachos mucho éxito en el futuro”. 
Durante 2009 y 2010 fue asimismo baterista de la banda de punk californiana Social Distortion.
En 2011 participó junto a Matt Skiba de Alkaline Trio en el proyecto llamado "Hell", siendo también miembro permanente de la banda canadiense Danko Jones desde junio de 2012 hasta julio de 2013.
Desde el verano de 2013 forma parte de la banda de Miami Against Me!, con la que editó el disco Transgender Dysphoria Blues.
Desde el año 2023 a la fecha es parte de Alkaline Trio (reemplazando a Derek Grant en la batería) junto a Matt Skiba (ex blink-182) y Dan Andriano.
- Datos: Q351187
- Multimedia: Atom Willard / Q351187